# تفجير سوق نتانيا
تفجير سوق نتانيا، هو عملية انتحارية وقعت في 19 مايو 2002 عند مدخل سوق في نتانيا، إسرائيل. أسفر الهجوم عن مقتل 3 أشخاص وإصابة ما لا يقل عن 56 شخصاً.

## التفاصيل
في يوم الأربعاء 19 مايو 2002، تمكن منفذ العملية الفلسطيني أسامة بشكار، الذي كان يرتدي زي جندي إسرائيلي، من تخطي نقاط التفتيش شديدة الحراسة التابعة لشرطة إسرائيل، ووصل إلى نتانيا عبر سيارة أجرة بمساعدة متعاونة. وقبل ساعات من الهجوم كانت شرطة إسرائيل وشرطة حدود إسرائيل في حالة تأهب قصوى إثر معلومات عن هجوم محتمل في المنطقة. وعند وصول المنفذ الذي كان يرتدي حزاماً ناسفاً لمدخل سوق الخضروات المفتوح في وسط نتانيا قام بتفجير نفسه، وأسفر الانفجار عن سقوط 3 قتلى وإصابة 56 آخرين، 10 منهم على الأقل في حالة خطرة. فور وقوع الحادث هرعت قوات الأمن إلى المكان حيث فرضت طوقاً على موقع العملية وقامت بعمليات تمشيط للمنطقة تحسباً لوجود عبوات ناسفة أخرى، كما أجرت الشرطة عمليات بحث واسعة بحثاً عن فتاة فلسطينية مسلحة وردت معلومات استخبارية أنها تستعد لتنفيذ عملية جديدة ضد أهداف إسرائيلية.

## الجهة المنفذة
تضاربت الأنباء حول الجهة المنفذة، حيث أعلن متحدث مجهول عن الجبهة الشعبية لتحرير فلسطين مسؤوليتها عن الهجوم، وأنه جاء اعتراضاً على اعتقال السلطة الفلسطينية لأحمد سعدات الأمين العام للجبهة بإشراف أمريكي بريطاني، على خلفية صلته باغتيال رحبعام زئيفي في أكتوبر الماضي. وفي المقابل، أعلن مجهول آخر قال أنه يتحدث باسم حركة حماس، في اتصال هاتفي لوكالة فرانس برس، عن تبني الحركة للعملية. إلا أن عبد العزيز الرنتيسي، أحد كبار قادة حركة حماس في قطاع غزة قال أن الحركة لا تتعامل مع المتحدثين المجهولين، لكنه أيد العملية أياً كان المسؤول عنها.

## ما بعد الهجوم
توقعت الأجهزة الأمنية الإسرائيلية أن يكون المنفذ من طولكرم القريبة من نتانيا، وبناء عليه اقتحمت القوات الإسرائيلية المدينة ومخيمها وقامت بمداهمة المنازل، كما هدمت منزل عائلة أسامة بشكار منفذ العملية. بالإضافة إلى ذلك، طالبت إسرائيل كل من الولايات المتحدة والمملكة المتحدة بتشديد ظروف اعتقال أحمد سعدات، حيث اتهمته بأنه خطط للعملية ونقل التعليمات إلى حركته من السجن.

## ردود الأفعال
- إسرائيل: حملت السلطة الوطنية الفلسطينية وزعيمها ياسر عرفات المسؤولية، معتبرة أنه "لا يفعل شيئاً لمنع العمليات الإرهابية".[4]
- السلطة الوطنية الفلسطينية: نشرت بياناً أكدت فيه إدانتها واستنكارها للعملية، ودعت الشعب الفلسطيني وكل القوى السياسية إلى إعلان تنديدها واستنكارها.[8]